# 十月詔書
十月诏书（俄文：Октябрьский манифест，Манифест 17 октября）是俄罗斯帝国唯一一份憲法，由谢尔盖·维特伯爵為回應1905年俄国革命而起草，後由沙皇尼古拉二世于1905年10月30日（儒略历10月17日）所發表。
该文件的正式名称为“对国家秩序的改善的宣言“（Манифесто бу совершенствовании государственного порядка）。宣言解决在俄罗斯的不安，并承诺给予公民自由：包括个人自由、宗教自由、言论自由、集会自由、结社自由；在国家杜马的广泛参与，普及男性普选，引进未经审查的报纸和一个没有国家（沙皇）同意即可让任何法律生效的杜马的法令。该宣言是首部俄罗斯宪法的前身。宣言和宪法，导致沙皇继续行使否决权，这是他解散和改革几次在杜马中微不足道的民主化。

## 反对派
除以十月宣言反对沙皇尼古拉二世，立憲民主黨于1905年10月30日（“1905年革命”期间） 发出被平息言论自由和一个真正有代表性的的政府的想法，和10月17日或非正式十月党党联盟他们的以名字从参加了这个宣言。然而，马克思主义者说尼古拉确实只是一个小的让步。俄国家杜马只是一个民主的外壳，因为它可以不通过法律没有沙皇的批准和言论自由受到重重管制。尼古拉二世在解雇的第一和第二的国家杜马式证明了他对权力的绝对控制。